# Миколенко, Павел Николаевич
Павел Николаевич Миколенко (1930—2019) — советский механизатор-рационализатор. Герой Социалистического Труда (1967).

## Биография
Родился 15 мая 1930 года в селе Александровка, Магдалиновского района, Днепропетровской области в крестьянской семье.
После окончания третьего класса Оленовской семилетней школы, учёба была прервана Великой Отечественной войной, учёбу смог продолжить только после окончания войны. В период войны во время оккупации проживал в своём селе на оккупированной немцами территории.
С 1947 года после окончания семилетней школы, продолжил обучение на двухгодичных курсах трактористов, где после обучения получил диплом механизатора широкого профиля. С 1958 года — механизатор колхоза «За мир» Магдалиновского района, Днепропетровской области. 31 мая 1952 года за высокие показатели в труде был награждён медалью «За трудовое отличие» и тремя серебряными медалями ВДНХ.
19 апреля 1967 года «За достигнутые успехи в увеличении производства заготовок зерна в 1966 году» Указом Президиума Верховного Совета СССР Павлу Николаевичу Миколенко было присвоено звание Героя Социалистического Труда с вручением Медали «Серп и Молот» и Орденом Ленина.
8 декабря 1973 года за высокие показатели в труде был награждён вторым Орденом Ленина.
С 1998 года на пенсии. Жил в селе Оленовка Магдалиновского района, Днепропетровской области, умер 24 июня 2019 года.

## Награды
- Медаль «Серп и Молот» (19.04.1967)
- Два Ордена Ленина (1967, 1973)
- Юбилейная медаль «20 лет независимости Украины» (19 августа 2011 года) — за значительный личный вклад в социально-экономическое, научно-техническое и культурно-образовательное развитие Украинского государства, весомые трудовые достижения и многолетний добросовестный труд[3]
- Медаль «За трудовое отличие» (1952)
- Три серебряные Медали ВДНХ